# Lobsang Chökyi Gyalsten
Lobsang Chokyi Gyaltsen (1570 – 1662) è stato il quarto Panchen Lama ed il primo ad assumere questo titolo quando era ancora in vita.

## Biografia
Lobsang Chokyi Gyaltsen fu maestro e successivamente amico del 5º Dalai Lama, Lozang Gyatso ricordato nella storia come "il grande". Il 5º Dalai Lama concesse come abitazione a Lobsang il monastero di Tashilhunpo, e lo dichiarò, in vita, come la reincarnazione di Amitabha Buddha. Inoltre Lobsang riservò per sé l'appellativo di Panchen (che tradotto significa "grande studioso") e decise di trasmetterlo non solo ai suoi successori, ma anche ai suoi predecessori partendo da Khedrup Je, il primo Panchen Lama.